# 児玉末男
児玉 末男（兒玉 末男、こだま まつお、 1921年〈大正10年〉12月1日 - 2005年〈平成17年〉2月20日）は、日本の政治家。衆議院議員（8期）。

## 来歴
鹿児島県曽於市出身。1942年、門司鉄道教習所卒。都城駅助役、国鉄労働組合宮崎県支部委員長などを経て、1958年の第28回衆議院議員総選挙に宮崎2区で日本社会党より立候補し当選、以後当選8回。
1986年の第38回衆議院議員総選挙で落選し、政界引退。1992年、勲二等旭日重光章を受章。2005年2月20日死去。享年83。